# Bandersnatch
El Bandersnatch es una criatura ficticia que aparece en la novela A través del espejo de Lewis Carroll, publicada en 1871, y también en su poema La Caza del Snark de 1874. En ambas obras se le describe como un ser feroz, con una rapidez extraordinaria, y en La Caza del Snark se añade que posee un cuello muy largo y fauces peligrosas. En A través del espejo se da a entender que los Bandersnatch pueden encontrarse en el mundo que hay detrás del espejo.  En La Caza del Snark, en cambio, un grupo de aventureros localiza un Bandersnatch después de cruzar un océano. Los Bandersnatch han aparecido después en las diferentes adaptaciones que se han ido haciendo sobre la obra de Carroll  y también han sido utilizados por otros autores posteriormente, incluso en otros medios.

## Descripción
El Bandersnatch aparece por primera vez de manera breve en el poema "Jabberwocky" (incluido en A través del Espejo), en un verso en el que el narrador conmina a su hijo a esquivar "al Bandersnatch feroz, humérico animal", describiéndolo así como humeante y colérico. En un momento posterior de A través del espejo, el Rey Blanco dice de su mujer, la Reina Blanca: "corre tan espantosamente rápido... ¡Podrías ponerte a atrapar un Bandersnatch!".
En "La Caza del Snark," mientras el equipo de aventureros busca el Snark, el Banquero se adelanta y encuentra un Bandersnatch:

Y el Banquero, mostrando una furia inaudita

que era objeto y motivo de asombro general,
se lanzó como un loco y se perdió de vista
en su celo ardoroso de cazar al Snark.
Pero mientras lo busca con dedal y cuidado,
de repente surgió un veloz Bandersnatch
y capturó al Banquero, que aulló desesperado,
sabiendo que era inútil intentar escapar.
Y aunque le ofreció un cheque, con notable descuento,
por más de siete libras, pagable al portador,
Bandersnatch no hizo más que enderezar el cuello
y esta vez atrapó al Banquero mejor.
Saltó, forcejeó, brincó, se debatió
hasta caer al fin desvanecido en tierra;
ferozmente, entretanto, por todo alrededor,
crujían las mandíbulas huméricas sin tregua.
Acudieron los otros al grito de agonía
y el feroz Bandersnatch de repente huyó.
Observó el Capitán: «¡Es lo que me temía!»,

y con gesto solemne la campana tocó.

## En otras obras

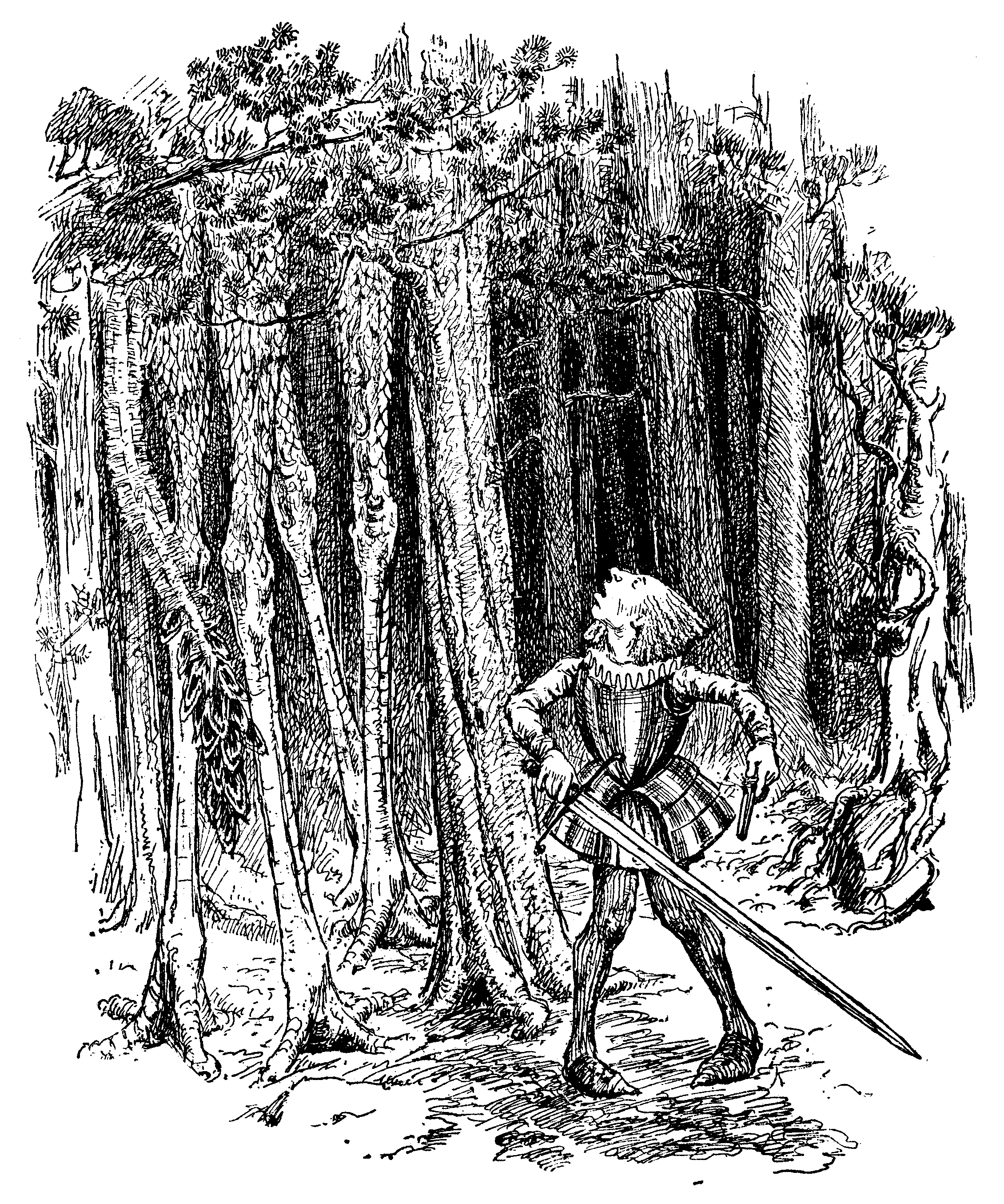
El Bandersnatch de Una Nueva Alicia en el Viejo País de las Maravillas (Anna Matlack Richards)

### Literatura
- Una Nueva Alicia en el Viejo País de las Maravillas (1895) contiene una descripción detallada del Bandersnatch dentro del poema Bandersnatchy.[5] En él, otro héroe decide ir a la caza del humérico Bandersnatch para ganarse el respeto de su gente sobre el héroe que dio muerte al Jabberwock ("una historia  que podía sentarse a contar justo hasta después de las diez en punto"). El autor indica que es necesario armarse con una espada vorpal o una pistola winxy, "porque uno nunca sabe lo que un Bandersnatch es capaz de hacer". El héroe describe la criatura con una larga cola, unas patas aún más largas y la capacidad de volar. Podría quizás entenderse que el Bandersnatch se camuflara haciéndose pasar por un árbol. La obra incluye una ilustración de la hija de la autora, Anna Richards Brewster, sobre el encuentro del héroe con el Bandersnatch.
- C. S. Lewis citó a la criatura en una carta de 1959 para referirse a J. R. R. Tokien: "Nadie ha influido jamás en Tolkien — sería más fácil influir en un bandersnatch".[6]
- Una de las especies de alta gravedad de los mitos del "Espacio conocido" de Larry Niven (de 1965 a la actualidad), que recuerda a una babosa gigante, fue bautizada tras su descubrimiento como "Bandersnatch frumioso".
- En el libro Sign of Chaos (1987) del ciclo Crónicas de Ámbar, de Roger Zelazny, el protagonista encuentra un Bandersnatch. Se le describe como una criatura segmentada, de andares bamboleantes, que deja un rastro de saliva y silba como una olla a presión con fugas.[7] El Bandersnatch tuvo un ataque al corazón después de recibir un conjuro de paro cardíaco, lo que implica que su anatomía es en general semejante a la de un animal. El episodio tiene lugar en una realidad creada por la mente de uno de los personajes bajo la influencia de una droga alucinógena.
- En la novela Omar, de Wilfrid Blunt, el protagonista es un hyrax que puede hablar inglés y ciertos dialectos propios de caballos y rhinoceroses. Omar afirma que la palabra bandersnatch es aplicable a su especie y que la advertencia de evitarlos solo se aplica en el caso de que esté "humérico".[8]
- The Frumious Bandersnatch es el título de una novela policíaca de 2003 escrita por Ed McBain. Es una de las últimas obras en su serie de ficción criminal sobre el Distrito 87.
- En la novela del año 2006 Halo: Espectros de Onyx del universo Halo, escrita por Eric Nylund, se usa el nombre en código 'Bandersnatch' para avisar a las tropas del Comando Especial de las Naciones Unidas (UNSC, por sus siglas en inglés) de una catástrofe radiológica o energética.[9] El término también aparecía anteriormente, en escenas en que las tropas del Pacto cristalizaban colonias humanas.

### Cine y televisión
- En el anime Pandora Hearts (2006), la cadena de Lily es un gran perro negro llamado Bandersnatch.
- En el episodio "Terrícolas", de la serie de animación La joven Liga de la Justicia, Adam Strange improvisa un recitado del segundo verso de Jabberwocky para distraer a una patrulla en el planeta Rann: "¡Cuidado con el Jabberwock, hijos míos! ¡Las mandíbulas que muerden, las garras que atrapan! ¡Cuidado con el pájaro Jubjub y alejaros del terrible Bandersnatch", declama, para salir disparado acto seguido con estas palabras: "¡No hay tiempo para decir hola o adiós! ¡Se me hace tarde! ¡Tarde! ¡Tarde! ... ¡Por la madriguera del conejo me voy!". Entre los compañeros de Strange en la misión hay una mascota procedente de la casa de sus anfitriones que recuerda a algunas ilustraciones del pájaro Jubjub.
- En la película Alicia en el país de las maravillas (2010), el Bandersnatch se muestra en pantalla como una gran bestia de color blanco, una especie de mezcla de bulldog, leopardo de las nieves y oso de pelo largo con manchas negras, larga cola y varias filas de dientes afilados. Se mantiene bajo el control de la Reina Roja hasta que Alicia consigue devolverle su ojo (que había perdido en un enfrentamiento contra el Lirón). Entonces ayuda a Alicia a escapar y se une a las tropas de la Reina Blanca. Aparece también en la adaptación a videojuego de la película, cumpliendo el mismo papel.
- El Bandersnatch aparece en el episodio Forget-Me-Not de la serie Érase una vez en el País de las Maravillas, como un monstruoso jabalí. Alicia ya se había enfrentado con él en el pasado, pero en el presente, Jafar y la Reina Roja envían al Bandersnatch macho tras Alicia y Jota de Corazones para conseguir que gaste uno de sus deseos con Cyrus. Jafar da a oler al Bandersnatch el mensaje de respuesta mágico que Alicia hizo para Cyrus, para que así encuentre su rastro. El Bandersnatch sigue entonces la pista de Alicia hasta la casa de Grendel y ataca a éste hasta dejarle inconsciente. Ella consigue contener a la criatura y Jota de Corazones la mata con una espada. Al escuchar el gruñido de agonía de la hembra que habita en su castillo, La Reina Roja avisa a Jafar de que los Bandersnatch son compañeros de por vida y, por tanto, eso significa que el macho acaba de morir.
- En la película de animación para adultos Mardock Scramble: The First Compression (2010), la sociedad de exportación de animales "Bander Snatch" es la propietaria de un almacén portuario en el que se celebra una reunión clandestina (minuto 45:34).
- En la segunda temporada de la serie de novelas ligeras Date a Live, las criaturas robóticas de Deus.Ex.Machina se llaman Bandersnatch.
- En el episodio La Chica en la Torre de la serie de televisión Érase una vez, Alicia lo menciona refiriréndose a su forma de hablar: "una vez dejé atrás a un Bandersnatch."
- Black Mirror: Bandersnatch es un episodio interactivo de la serie Black Mirror de Netflix, emitido de manera independiente entre su cuarta y su quinta temporada.

### Música
- El grupo de rock psicodélico de San Francisco Frumious Bandersnatch tiene ese nombre en homenaje a Lewis Carroll.
- El grupo de rock Forgive Durden publicó un single en 2006 llamado Beware el Jubjub Bird and Shun the frumious Bandersnatch!, dentro de su álbum Wonderland.
- Bandersnatchers (abreviado en "Banders") es el nombre de un coro a capela masculino de Skidmore College.
- El compositor holandés Theo Verbey compuso una obra llamada Bandersnatch para violonchelo y pianola, estrenada en la Bienal de Violonchelo de Ámsterdam de 2010.

### Cómics
- En la novela gráfica Calamity Jack del año 2010, secuela de Rapunzel's Revenge (2006), el gigante Blunderboar tiene una mascota Bandersnatch llamada Lewis, probablemente por Lewis Carroll. Este Bandersnatch se parece a un sapo gigante con una boca enorme, dos bocas pequeñas en lugar de ojos, lengua de rana y la capacidad de escupir ácido. Murió al ser mordido por el Jabblewocky [sic].[10]
- En la novela visual Sekien no Inganock ("¡Qué gente más guapa!", en español) el Bandersnatch es una criatura fantástica que se manifiesta dentro del "espacio motor" en la red de ordenadores de la Ciudad y caza a los hackers que acceden la realidad virtual.
- En el webcómic Digger, de Ursula Vernon, aparece un bandersnatch como un borrador de animal bicéfalo, sensible y desterrado.[11]
- En el cómic on-line Skin Deep, el Bandersnatch aparece como una criatura inofensiva.[12]

### Juegos
- Bandersnatch fue un proyecto vaporware de 1984 de Imagine Software que desembocó en 1986 en el juego Brataccas.
- Bandersnatch, es también un nombre utilizado varias veces en la serie Final Fantasy (1987 –actualidad), tanto en la versión japonesa como en la versión inglesa de los videojuegos, para designar a enemigos comunes de poca dificultad y con algunos rasgos propios de lobos o leones. No obstante, en Final Fantasy IX, el Bandersnatch es un enemigo algo más fuerte de aspecto extraño, como un caniche grande y diabólico de sonrisa expansiva, poblada de dientes. Esta criatura es convocada por los antagonistas durante una importante escena del juego. En cambio, en Final Fantasy XV el Bandersnatch es un adversario importante, un enorme reptil bípedo que recuerda vagamente a un tiranosaurio, pero con el cuerpo cubierto de temibles espinas irregulares y una boca de enormes mandíbulas verticales rodeada de colmillos del tamaño de una persona.
- El Bandersnatch también aparece en los MMORPG Mabinogi (2004) y LaTale (2006). En Mabinogi se trata de un monstruo de hielo situado en "Par Dungeon". Dadas sus poderosas defensas, normalmente un Bandersnatch solo puede morir con un conjuro de fuego o con la habilidad de "pisada de gigante". En cambio, el Bandersnatch Gigante, siendo el jefe de la mazmorra, sí puede ser vencido como un monstruo normal. Ambos tipos de Bandersnatch se mueven despacio y normalmente no atacarán antes de recibir el primer golpe. En Latale, el Bandersnatch guarda cierto parecido con un perro,  está cubierto por manchas raras y una enorme mandíbula. Es un monstruo autoagresivo que embiste al jugador o da cabezazos cuando este se le acerca, y se le puede encontrar en las dos primeras estancias de la Cámara del Tesoro (Treasure Vault) o en la Habitación del Rey.
- Los Bandersnatch son un enemigo poderoso en Kingdon Rush: Origins, grandes monstruos azules y violetas con espinas en la espalda y capaces de enrollarse en una bola y moverse muy rápido.
- En el universo Shadowrun, los Bandersnatch son seres humanoides con un cuerpo que puede refractar la luz. Gracias a ello pueden camuflarse en cualquier entorno, siendo muy difíciles de ver incluso con el uso de detectores térmicos, puesto que también son capaces de ocultar la radiación procedente de su temperatura corporal. Suelen encontrarse en las tierras salvajes de Salish-Sidhe, a veces en edificios abandonados. Atacan normalmente en grupos pequeños.
- Uno de los enemigos de Resident Evil - Code: Veronica toma el nombre de Bandersnatch. No tiene nada en común con Bandersnatch original, salvo su largo alcance, que consigue en este caso por su brazo extensible.
- Frumious Bandersnatch es el nombre de un familiar en el MMORPG basado en la nube Kingdom of Loathing, introducido en el juego con el objeto especial del mes (Item of the Month) de marzo de 2009.
- En el universo Tera, Bandersnatch es el nombre del último jefe en la mazmorra de Wonderholme.
- En el juego de rol Pathfinder, el Bandersnatch forma, junto con el Pájaro Jub-Jub, el Jabberwock y otros, un grupo de monstruos conocido como Tane, auténticas armas vivientes creadas por los semidioses Mayores o señores Fey.

### Informática
- Bandersnatch es el producto ficticio cuyo conjunto de especificaciones debe analizarse en el ejemplo introductorio al manual académico sobre diseño de algoritmos complejos para la resolución de problemas NP-completos, escrito por M. R. Garey Y D. S. Johnson, Computers and Intractability: A Guide to the Theory of NP-Completeness (en español, "Ordenadores e Intratabilidad: una guía a la teoría de la NP-Completitud").[13]

### Localizaciones físicas
- En Ashland (Oregón), EE. UU. hay una ruta de senderismo al sur de Lithia Park llamada Ruta Bandersnatch.
- En la Universidad de Denison en Granville (Ohio), EE. UU., hay una cafetería estudiantil llamada Bandersnatch.